# Партенца (Пескара)
Партенца (итал. Partenza) је насеље у Италији у округу Пескара, региону Абруцо.
Према процени из 2011. у насељу је живело 62 становника. Насеље се налази на надморској висини од 140 м.